# Lithobius bifidus
Lithobius bifidus är en mångfotingart som först beskrevs av Matic 1973.  Lithobius bifidus ingår i släktet Lithobius och familjen stenkrypare.
Artens utbredningsområde är Bulgarien. Inga underarter finns listade i Catalogue of Life.